# Теорії поколінь
Теорії поколінь (поколіннєві теорії) — сукупність суспільно-наукових підходів в царинах соціології, філософії та психології, що насамперед сфокусовані на поясненні соціального аспекту поколіннєвості. Перші вагомі праці в цій галузі були опубліковані впродовж XIX століття. Зокрема, Карл Маннгейм вбачав у наступності поколінь біологічно зумовлену основну рушійну силу історичного процесу. Проте, після Другої світової війни в суспільних науках основний фокус змістився на виокремлення соціоісторичних обставин як основному формуючому фактору поколіннєвих відмінностей.

## Напрямки
Термінологічний відповідник «покоління» для позначення потомства та одноліток використовували ще в євангелістських текстах. У значенні ж демографічно-історичної спільності перший, хто використав це слово був Геродот в епоху класичної Античності. Фрідріх Енгельс проводить етимологічний аналіз поняття «покоління» (лат. generāre) у праці «Походження сім'ї, держави та приватної власності» та робить висновок, що воно походить від спільного індоєвропейського кореня «gan», дослівно –– «народжувати потомство».
Проте, сучасне антагоністичне значення, ''покоління" набуло після остаточного приходу промислової революції, коли поступове ускладнення соціальної структури та зміна системи соціальної мобільності призвели до того, що характер міжпоколіннєвих відносин ставав все більш схожим на протистояння між молодшими та старшими членами суспільства. Ці зміни зумовили виникнення наукового інтересу до аналізу поколіннєвості, починаючи з другої половини XIX ст., тож саме в цей період були сформовані основні підходи до його вивчення:
1. Демографічний або біолого-генетичний підхід, який розглядає вікове розмежування батьків і дітей як певну константу, що не залежить від соціальних обставин;
2. Позитивістсько-натуралістичний підхід визначає певну вікову групу в контексті відповідної просторової і часової локалізації;
3. Культурно-історичний підхід стверджує, що заснована на культурі народу та його цінностях, покоління –– це певна ідейно-духовна спільність;
4. Історико-політичний підхід визначає покоління як домінуючі в певному часовому проміжку соціальні спільності.

## Основоположники
Оґюст Конт, якого вважають «батьком соціології», підкреслював, що через обмеженість людського життя існує природна закономірність послідовності поколінь, а тому темп суспільних змін залежить від швидкості їх ротацій. На противагу біологічному детермінізму соціоісторична зумовленість поколіннєвості, вперше була запропонована Вільгельмом Дільтеєм, який називав «гроном покоління» декілька демографічних когорт, об'єднаних спільним проживанням значних історичних подій.
Ця теза послужила основою праці «Проблема поколінь» відомого соціального теоретика Карла Маннгейма, який вперше систематично узагальнив поколіннєву проблематику. На його думку, універсальність поколіннєвої ротації перша за все, зумовлена біологічним ритмом людського життя, внаслідок якого «в культурному процесі з'являються нові учасники, тоді як старі поступово зникають, а тому за необхідності постійної передачі накопиченої культурної спадщини –– перехід від покоління до покоління є послідовним процесом».
На відмінну від свого німецького сучасника, іспанські філософи Хосе Ортега-і-Гассет і Хуліан Маріас у своїй «духовно-історичній теорії поколінь» вирішили розглянути покоління крізь романтико-ідеалістичну призму. З цієї точки зору, покоління займає місце суб'єкта історичної діяльності, а термін високої суспільної активності покоління триває близько 30 років, ділячись при цьому на два періоди: спершу, нове покоління розповсюджує свої ідеї та смаки, а згодом їх остаточно стверджує, роблячи пануючими в суспільстві.
Пізніше політична кон'юнктура першої половини XX століття ще більше зфокусувала інтерес до «поколіннєвого конфлікту» як до основного аспекту поколіннєвої наступності, що було відображено в роботах Зигмунда Фрейда, Ральфа Дарендорфа, Льюїса Козера та Георга Зіммеля. Так, у «Нарисі про звільнення» Герберт Маркузе здійснив остаточне оформлення поколіннєвого конфлікту в єдину теоретичну концепцію, яка з часом суттєво вплинула на ідеї американського соціолога Люіса Фоєра та французького психоаналітика Жерара Манделя.
Американська дослідниця Маргарет Мід, ставши свідком масштабних студентських протестів 1960-х років, в монографії: «Культура і причетність: дослідження розриву поколінь» узагальнила свої спостереження, пов'язавши три типи міжпоколіннєвих відносин з трьома відповідними типами культур:
1. Постфігуративна культура засновна на відтворенні культури як культурного спадку через засвоєння новими поколіннями досвіду старших. Взаємодія поколінь регламентує позиції старших і молодших як керівників і підлеглих, що характерно для традиційних суспільств;
2. Конфігуративна культура орієнтується на актуальні знання, а не на досвід старших членів суспільства. Великого значення має орієнтація на рівних за віковим досвідом але при цьому старше покоління у багатьох випадках зберігає свої позиції;
3. Префігуративна культура орієнтується на майбутнє, спираючись на твердження, що для успішної життєвої активності дотримання традицій та послух до життєвого досвіду старших є неможливим. Тому, старшому поколінню потрібно постійно дослухатися до молоді.

Значним залишався інтерес соціальної теорії до поколіннєвості і в другій половині XX століття. Американський соціальний дослідник Лоїк Вакан у передмові до праці «Державна знать» П'єра Бурдьє зауважив, що для повноти розуміння цієї праці необхідно звернутися до «поколіннєвої соціології різних форм влади, що не буде обмежуватися зображенням об'єктивістської топології розподілу капіталу».

## Теорія Штрауса-Гоува
Докладніше: Теорія Штрауса-Гоува
Теорія запропонована американським істориком Вільямом Штраусом і економістом Нейлом Гоувом наприкінці 1980-х вбачає хід історії як циклічну послідовність. Чотири оберти складають повний цикл (близько 100 років); до якого з чотирьох архетипів певне покоління буде приналежне, визначає оберт на який припадає дитинство цієї вікової когорти. Архетипи можуть бути домінантними (незалежні у прийнятті рішень) та рецесивними (мають залежну роль у формуванні епохи).
|           | Ідеаліст (домінантне) | Реагуючий (рецесивне) | Громадський (домінантне) | Адаптивний (рецесивне) |
| --------- | --------------------- | --------------------- | ------------------------ | ---------------------- |
| Дитинство | Процвітання           | Пробудження           | Занепад                  | Криза                  |
| Юність    | Пробудження           | Занепад               | Криза                    | Процвітання            |
| Зрілість  | Занепад               | Криза                 | Процвітання              | Пробудження            |
| Старість  | Криза                 | Процвітання           | Пробудження              | Боротьба               |

Виокремивши три критерії, що визначають кожне покоління: співіснування в межах однієї історичної епохи, наявність спільних переконань та моделей поведінки, наявність відчуття приналежності до покоління –– автори виділили 25 поколінь англо-американської історії, з часів Х.Колумба до сьогодення. Тривалість формування покоління складає близько 20 років, проте важливо пам'ятати, що чіткого розмежування, яке б відділяло одне покоління від іншого не існує.

### Критика
Ще на початку минулого століття Карл Маннгейм застерігав, що «спільні враження юності мають різний вплив на різні за статусом і культурним походженням групи суспільства». Проте, саме цей аспект став найбільшою вразливістю теорії Штрауса — Гоува, викликавши значну критку та як наслідок неприйняття академічною спільнотою. Зокрема, критична стаття опублікована 2006 року «Прірва поколінь: міф, а не реальність» попереджує, що «не дивлячись на популярність [праць В. Штрауса та Н. Гоува], загалом виділення [ними] відмінностей між поколіннями не підкріплені результатами емпіричних досліджень». Але певно найрізкішим критиком став професор Колумбійського університету Артур Левін, який відзначив що «образ поколінь [запропонований В. Штраусом та Н. Гоувом] — це набір стереотипів» і він не здатен відображати реальність окремої людини поза категоріями: кольору шкіри, країни походження, та релігії.

### Вплив на популярну культуру

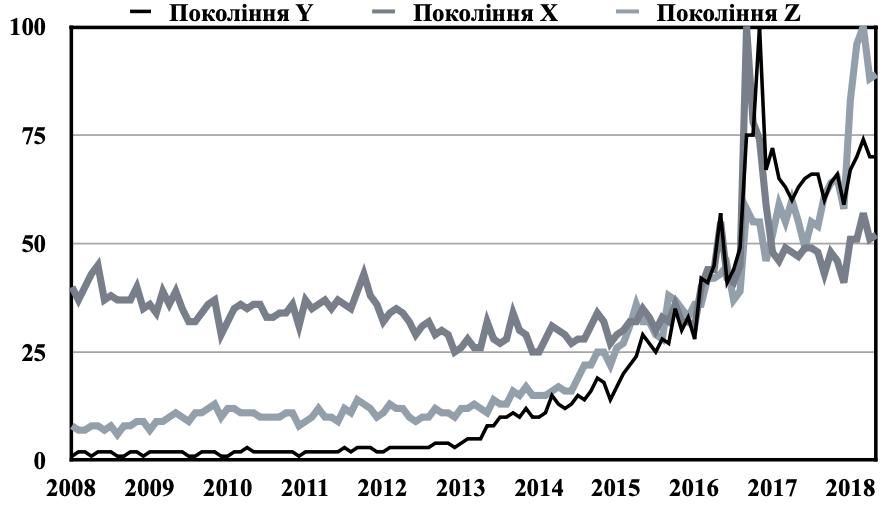
Динаміка частоти запитів «покоління»

Через ці та інші недоліки теорія поколінь запропонована В. Штраусом та Н. Гоувом так і не увійшла до академічного дискурсу, проте вона з успіхом стала частиною популярної культури. Цей успіх значною мірою відбувся завдяки відомій статті «Покоління Я Я Я» [Архівовано 29 серпня 2018 у Wayback Machine.] американського видання TIME, яку почали у неймовірних кількостях переопубліковувати інші медіаплатформи всіх рівнів, що в розважальний спосіб додавали все нових особливостей поколінням X/Y/Z. Більш того, це поколіннєве розрізнення стало «золотим стандартом» таргетування у сфері маркетингу та консалтингу. Так, всі аудиторські компанії «Великої четвірки» мають звіти, що покликані бути посібниками з адаптації корпоративного сектору до проявів поколіннєвих відмінностей на робочому місці та серед клієнтів.

## Поколіннєві дослідження в Україні

### Радянський період
Студент-соціолог Києво-Могилянської академії Гук Ернест простеживши динаміку розвитку терміну «покоління» в радянських енциклопедичних словниках та в бібліографічних каталогах Національної бібліотеки України імені В. І. Вернадського помітив, що систематизованого розуміння цього концепту в СРСР ще на кінець 60-х років XX ст. не було. Розуміння поколіннєвості, на той час, було радше біологічним, оскільки термін згадувався тільки у декількох вузькоспеціалізованих медичних довідниках. Проте, в період радянського Застою ситуація кардинально змінилась з появою значної кількості наукових робіт, які спирались на класово-історичний та соціально-демографічний підходи у визначенні «покоління». На жаль, вчених на українських теренах, які б теж займались розробкою цього предметного поля в той час майже не було.
| Рік/назва/місце видання                                                                          | Визначення |
| ------------------------------------------------------------------------------------------------ | --- |
| 1954/ Краткий философский словарь/ Москва: Государственное издательство политической литературы  | Термін «покоління» не згадується |
| 1960/ Українсько-латинсько- російський медичний словник/ Київ: Державне медичне видавництво УРСР | Генерація. народження, покоління — generatio, onis, f.; генерация, рождение, поколение. |
| 1964/ Энциклопедический словарь/ Москва: «Советская Энциклопедия»                                | Термін «покоління» не згадується |
| 1966/ Український радянський енциклопедичний словник/ Київ: АН УРСР                              | ГЕНЕРАЦІЯ (лат. generatio — народження) — покоління. |
| 1983/ Советский энциклопедический словарь/ Москва: Сов. Энциклопедия                             | ПОКОЛІННЯ, генерація (біол.), 1. Форма одного організму, що відрізняється за будовою, способом життя, способом життя и т.п., що змінюється в процесі його життєвого циклу (див. Чергування поколінь). 2. Група особин, однаково віддалених у родовому відношенні від спільних предків. Напр. у людей: батьки, діти, онуки — 3 послідовних П.; проміжок часу між народженням батька та сина, матері та дочки наз.довготою П. (близько. 30 років). 3. (Демогр.) — люди, що народилися протягом, як правило, року; співіснування та взаємодія П. утворюють вікову структуру населення. 4. В історико-культурних досл. поняття П. найчастіше має символіч. зміст, характеризуючи учасників або сучасників важливих іст. подія (покоління Жовт. рев-ції, Вел. Вітч. війни), людей зі спільними орієнтаціями та настроями («втрачене покоління»). Марксизм заперечує концепцію конфлікту П. у якості рушійної сили в історії. |
| 1983/ Философский энциклопедический словарь/ Москва: Сов. Энциклопедия                           | ПОКОЛІННЯ, багатозначний термін, що позначає різні аспекти вікової структури та історії суспільства. 1. Реальне П. (когорта) — сукупність однолітків, що створює віковий прошарок населення. 2. Генеалог. П. (генерація) — ступінь походження від спільного пращура (батьки, сини. онуки і т. ін.). 3. Хронологічне П. — період часу, впродовж якого живе та активно діє дане П. 4. Умовне або гіпотетичне П. — сукупність сучасників, життя яких нерозривно пов'язане з я.-н. важливими історичними подіями («П. Великої Вітчизн. війни») або яким приписується певна духовна, символічна спільність. «дух часу» («П. романтизму»). Методи поколіннєвого та когортного аналізу широко застосовується в суспільних науках, історії та психології при вивченні вікової стратифікації суспільства, міжпоколіннєвої трансмісії культури, молодіжних рухів, змін у структурі життєвого шляху і т. ін. Проте, нечітке визначення поняття «П.» та абсолютизація поколіннєвої спільності за рахунок класової нерідко приводить до серйозних помилок. |

### Сьогодення
З часу здобуття Незалежності, зацікавленість в здійсненні поколіннєвих досліджень серед українських суспільних науковців постійно зростає. Більш того можна вже стверджувати, що протягом останніх десятиліть було опубліковано більше наукових матеріалів в Україні, пов'язаних із цією тематикою, ніж за все попереднє століття. Причиною такого стрімкого росту зацікавленості стала лібералізація та подальша інтеграція вітчизняної наукової сфери в західний науковий дискурс. Згодом цей тренд став ще більш виразним завдяки вітчизняним масмедіа, які вслід за західними ЗМІ також почали формувати значний попит [Архівовано 4 січня 2022 у Wayback Machine.] на поколіннєві дослідження українського суспільства. Результатом цієї затребуваності стало найбільше подібне дослідження в Україні «Українське покоління Z: цінності та орієнтири» [Архівовано 19 листопада 2021 у Wayback Machine.] здійсненого Центром «Нова Європа» у 2017 році.